# Mariliis Valkonen
Mariliis Valkonen (* 31. Juli 1981 in Tallinn, Estnische SSR) ist eine estnische Komponistin.

## Leben und Werk
Mariliis Valkonen schloss 2001 das Georg-Ots-Musikgymnasium in Tallinn ab. Anschließend studierte sie an der Estnischen Musik- und Theaterakademie bei Eino Tamberg und Helena Tulve. Seit 2005 ist die Mitglied des Estnischen Komponistenverbands (Eesti Heliloojate Liit).
Mariliis Valkonen ist eine der bekanntesten Nachwuchskomponistinnen Estlands. Ihre Musikstücke für Orchester, verschiedene Musikformationen und Soloinstrumente sind oft kurz und von großer Intensität. Daneben komponiert sie auch Chormusik und Stücke für Sologesang.